# Arqueometalurgia
Arqueometalurgia é a ciência que estuda os procedimentos de fabricação de objetos metálicos no passado, com base nos objetos, nas escórias geradas, nos fornos e na literatura da época.  

## Abrangência
A arqueometalurgia é uma área de pesquisa transdisciplinar, combinando técnicas de caracterização química e microestrutural de materiais ( a arqueometria) com conhecimentos de arqueologia, de antropologia, história, metalurgia e de história da tecnologia metalúrgica. Um dos temas importantes da Arqueometalurgia é a busca da possível proveniência de um objeto, baseada nas relações entre as características químicas da microestrutura do objeto e os minérios e outras matérias primas possivelmente utilizadas no local de sua fabricação.  Esse tipo de correlação deve levar em consideração os processos metalúrgicos provavelmente utilizados na fabricação. Outra vertente é a Arqueometalurgia Experimental, que busca reproduzir antigas técnicas de produção.  
Há quem defina que a Arqueometalurgia aborda objetos e processos do período entre o ano 3.000AC e o fim da Idade Média, outros admitem até o início da Primeira Revolução Industrial (~1750), outros até o início da Segunda Revolução Industrial (~1860).  

## História da palavra
A palavra surge na literatura científica por volta dos anos 1980. A pesquisa com métodos arqueometalúrgicos começa bem antes, com a aplicação de técnicas metalográficas para analisar objetos antigos. O metalurgista Cyril Stanley Smith fez importantes contribuições à história da metalurgia, nas décadas de 50 a 80. O livro seminal do tema é o A History of Metallurgy, de Tylecote. Hoje existem grupos de pesquisa atuando na Inglaterra (Institute for Archaeo-Metallurgical Studies), Alemanha, França ( Laboratoire "Archéomatériaux et Prévision de l’Altération), Estados Unidos (University of Arizona), Argentina (Grupo  de Arqueometalurgia GAM de la Facultad de Ingeniería de la Universidad de Buenos Aires), África do Sul e Brasil (grupo de Arqueometalurgia da Escola Politécnica da USP), dentre outros.

## Arqueometalurgia no Brasil
Pelo que se sabe hoje, os povos originários, no Brasil, não dominavam técnicas metalúrgicas. A metalurgia surge, no Brasil, com a chegada dos europeus. Minério de ferro e ouro foram encontrados ainda no século 16, nas proximidades do que é hoje a cidade de São Paulo, e cedo iniciou-se sua exploração. No século 18 o Brasil viveu o chamado "Ciclo do Ouro" e o governo Português criou várias "Casas de Fundição", onde o ouro poderia sofrer algum refino, era lingotado e "quintado".  Esse ouro foi utilizado em moedas, objetos, revestimento de altares etc. Seria possível traçar a origem do ouro com base em sua composição química? Esse é um tema bastante debatido na literatura.    
A mineração do ouro exigia quantidades crescentes de ferro, é possível que tenha havido produção de ferro em MInas Gerais, mas não há evidências concretas disso. Já no início do século 19,  fábricas de ferro se espalham por MInas Gerais, utilizando técnicas de redução direta em forno de lupa, também conhecidas como forjas, usando mão-de-obra africana na sua operação.    
O primeiro trabalho de Arqueometalurgia publicado no Brasil versou sobre objetos da Forja da família Monlevade, em Minas Gerais. A Fábrica de Ferro de Ipanema (1810-1919) tem sido objeto de vários trabalhos do grupo de Arqueometalurgia da Escola Politécnica da USP, de História da Técnica na UNICAMP e de outros grupos. Outros temas que tem despertado interesse referem-se às tradições de fabricação de ferro por povos africanos, e ao episódio da produção de ferro no Território das Missões .